# Giovanni Benelli

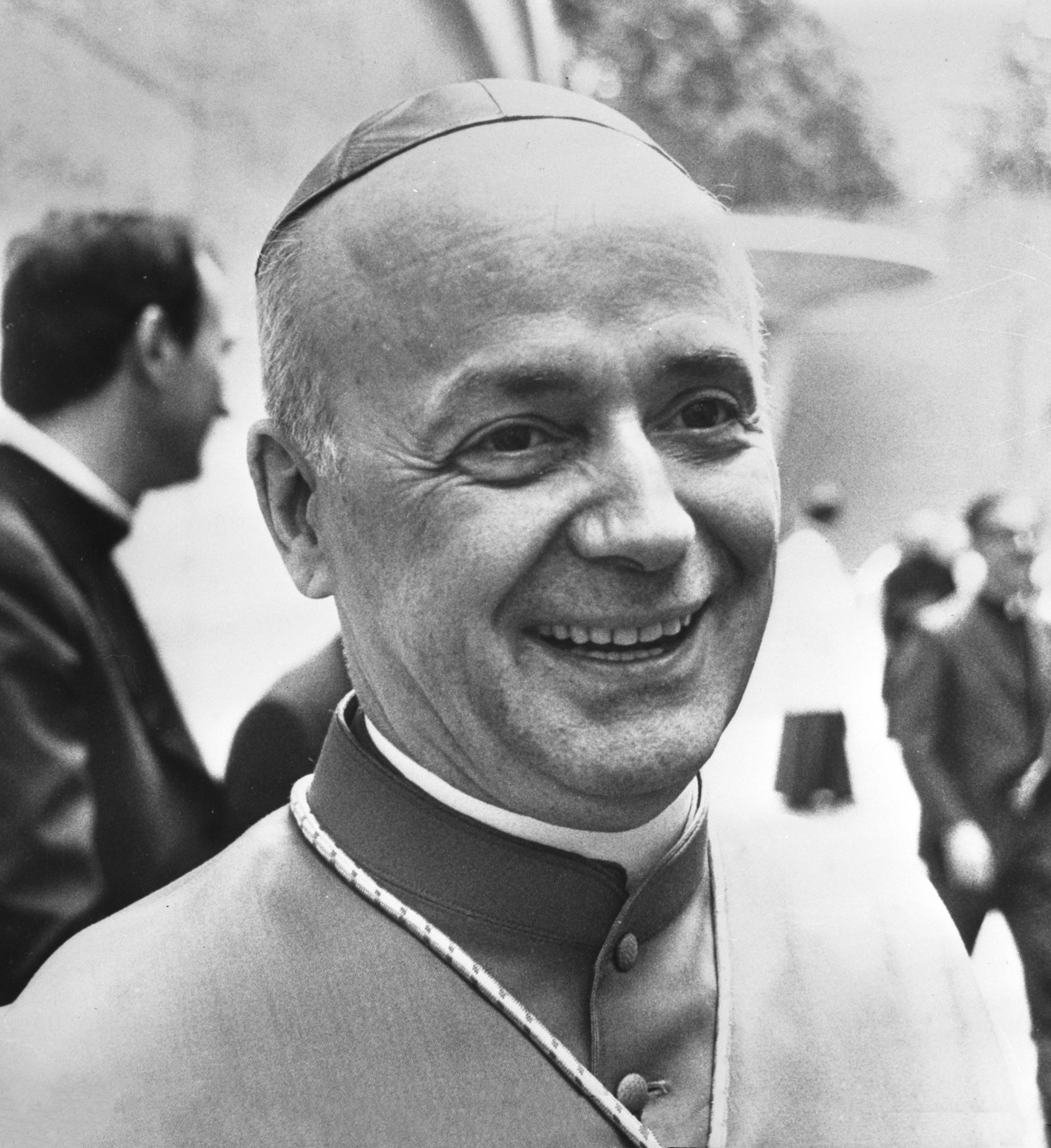
Giovanni Kardinal Benelli, 1978

Wappen von Giovanni Kardinal Benelli

Giovanni Kardinal Benelli (* 12. Mai 1921 in Poggiole di Vernio, Provinz Prato, Italien; † 26. Oktober 1982 in Florenz) war ein italienischer Geistlicher und römisch-katholischer Erzbischof von Florenz.

## Leben
Giovanni Benelli erhielt seine Ausbildung im Seminar von Pistoia und an zwei Universitäten Roms. Am 12. Juni 1943 wurde er zum Diakon geweiht. Der Bischof von Pistoia, Giuseppe Debernardi, spendete ihm am 31. Oktober desselben Jahres das Sakrament der Priesterweihe für das Bistum Rom. Anschließend wurde er sieben Jahre lang als Gemeindegeistlicher in der Diözese Rom eingesetzt. Nach weiterführenden Studien trat er 1947 in die Dienste des Staatssekretariates, wo er am 1. August desselben Jahres persönlicher Sekretär von Giovanni Battista Montini, dem späteren Papst Paul VI., wurde. 1950 ernannte ihn Papst Pius XII. zum Sekretär der Apostolischen Nuntiatur in Irland. Weitere Stationen seiner Diplomatenlaufbahn führten ihn von 1953 bis 1960 nach Frankreich und von 1960 bis 1962 nach Brasilien. Von 1962 bis 1965 arbeitete er als Berater der Apostolischen Nuntiatur in Spanien, in den Jahren 1965 und 1966 war er ständiger Beobachter des Heiligen Stuhls bei der UNESCO in Paris.
Am 11. Juni 1966 ernannte ihn Papst Paul VI. zum Titularerzbischof von Tusuros und zum Apostolischen Pro-Nuntius für den Senegal sowie zum Apostolischen Gesandten für Westafrika. Die Bischofsweihe spendete ihm am 11. September 1966 der Kardinalstaatssekretär und Kardinalbischof von Frascati, Amleto Giovanni Cicognani; Mitkonsekratoren waren Erzbischof Pietro Sigismondi, Sekretär der Kongregation Propaganda fide, und Mario Longo Dorni, Bischof von Pistoia.
Am 29. Juni 1967 wurde er zum Substituten des Staatssekretariats unter Kardinalstaatssekretär Jean-Marie Villot ernannt. Seine Arbeitskraft und seine Arbeitsweise trugen ihm den Namen „Seine Effizienz“ ein. Unter anderem soll er den Katholizismus in Spanien zu einer allmählichen Abkehr vom System Franco bewegt haben. Christlich-demokratisch geprägt, stand Benelli auch in deutlichem Gegensatz zum französischen Traditionalismus. Innerhalb des kirchenpolitischen Spektrums in Italien galt Benelli als gemäßigt progressiv.
Der alternde Papst ernannte Giovanni Benelli am 3. Juni 1977 zum Erzbischof von Florenz und nahm ihn am 27. Juni 1977 als Kardinalpriester mit der Titelkirche Santa Prisca in das Kardinalskollegium auf. Bei den beiden Konklaven des Jahres 1978 galt er zwar als aussichtsreicher Kandidat, betätigte sich zunächst aber werbend zugunsten des Kardinals Luciani (Johannes Paul I.) und in der Oktoberwahl für Johannes Paul II.
Kardinal Benelli starb am 26. Oktober 1982 nach einem Herzinfarkt in Florenz und wurde in der dortigen Metropolitanbasilika beigesetzt.

## Ehrungen
- 1972: Großkreuz des Verdienstordens der Italienischen Republik